# Lumbrinerides gesae
Lumbrinerides gesae är en ringmaskart som beskrevs av Orenzanz 1973. Lumbrinerides gesae ingår i släktet Lumbrinerides och familjen Lumbrineridae. Inga underarter finns listade i Catalogue of Life.